# Peter Simon (homme politique)
Pour les articles homonymes, voir Peter Simon.
Peter Simon, né le 4 avril 1967 à Mannheim, est un homme politique allemand, membre du Parti social-démocrate d'Allemagne (SPD).

## Biographie
Lors des élections européennes de 2009, il est élu au Parlement européen, puis réélu en 2014. Il siège au sein de l'Alliance progressiste des socialistes et démocrates au Parlement européen (S&D).